# Hatoyama
Hatoyama (japanska: 鳩山町?, Hatoyama-machi) är en landskommun (köping) i Saitama prefektur i Japan.  